# Секретариат за сътрудничество между Китай и страните от Централна и Източна Европа
Секретариатът за сътрудничество между Китайската народна република и страните от Централна и Източна Европа (17+1) е китайски орган, създаден през 2013 г. от китайското Министерство на външните работи с цел комуникация и координация на сътрудничеството между Китай и страните от ЦИЕ. Неговата мисия е да подготвя срещите на високо равнище на лидерите на съответните страни, както да организира икономически и търговски форуми и да координира и прилага съответните договорености, постигнати на тези срещи.

## Състав
- Китай
- Полша
- Естония
- Гърция
- Латвия
- Литва
- Румъния
- България
- Унгария
- Чехия
- Словакия
- Словения
- Босна и Херцеговина
- Сърбия
- Черна гора
- Хърватия
- Албания
- Северна Македония

22 май 2021 Литва напуска формата 17+1

## Ръководство
Секретариатът се състои от генерален секретар, изпълнителен секретар и заместник генерален секретар:
- Генерален секретар – Уан Чао, заместник външен министър на КНР,
- Изпълнителен сектерат – Чън Ши, директор дирекция „Европейски въпроси“ в МВнР на КНР,
- Заместник генерален секретар – Лу Шан, съветник в дирекция „Европейски въпроси“ в МВнР на КНР.

## Структура
Понастоящем Секретариатът има 24 членове, а именно:
- Министерството на външните работи
- Международен отдел към Централния комитет на Китайската комунистическа партия
- Националната комисия за развитие и реформи
- Министерството на образованието
- Министерството на науката и технологиите
- Министерството на промишлеността и информационните технологии
- Министерството на Финанси
- Министерство на транспорта
- Министерството на земеделието
- Министерството на търговията
- Министерството на културата
- Комисията по здравеопазване и семейно планиране
- Народна банка на Китай
- Държавна администрация на печата, публикациите, радиото, филм и телевизията на КНР
- Агенцията по туризъм
- Железопътна агенция
- Агенция за гражданска авиация
- Централният комитет на Комунистическата младежка лига
- Китайския съвет за насърчаване на международната търговия (CCPIT)
- Китайска народна асоциация за приятелство с чужди държави
- Китайска промишлена и търговска банка (ICBC)
- Китайска банка за развитие
- Банка за износ и внос на Китай (China EximBank)
- Китайска железопътна корпорация

Секретариатът се намира в европейския отдел на Министерството на външните работи и се занимава с ежедневни дела.
Страните от Централна и Източна Европа назначават национални координатори, които да координират със Секретариата и да работят съвместно за насърчаване на сътрудничеството между Китай и страните от Централна и Източна Европа.

## Срещи на върха между Китай и страните от ЦИЕ
- Варшава – 2012 г.
- Букурещ – 2013 г.
- Белград – 2014 г.
- Суджоу – 2015 г.
- Рига – 2016 г.
- Будапеща – 2017 г.
- София – 2018 г.
- Дубровник – 2019 г.

## Изследователски фонд между Китай и страните от ЦИЕ
На първата среща на лидерите между Китай и страните от ЦИЕ през 2012 г. във Варшава премиерът на Китай Вън Дзябао престави 12 мерки за насърчаване на сътрудничеството между Китай и Централна и Източна Европа. Сред тях е предложение за създаване на изследователски фонд между Китай и страните от ЦИЕ, за който Китай се ангажира да предоставя от 2013 г. по 2 млн. юана годишно.
Създаването на фонда има за цел да насърчава и подкрепя експерти, учени и мозъчни тръстове, както и други лица и институции от 17-те ЦИЕ страни и Китай, които изучават отношенията между Китай и Централна и Източна Европа, както и насърчаване на сътрудничеството и академичните обмени. Секретариатът за сътрудничество между Китай и Централна и Източна Европа отговаря за управлението на фонда.
Експерти, учени и мозъчни тръстове и други лица и институции от Китай и 17-те европейски държави са добре дошли да кандидатстват за субсидии от фонда.

## Център за насърчаване на сътрудничеството в областта на селското стопанство между Китай и страните от Централна и Източна Европа.
През 2014 г. в Букурещ е подписан Меморандум за създаването на Център за насърчаване на сътрудничеството в областта на селското стопанство между Китай и страните от Централна и Източна Европа. ЦНСССКЦИЕ е създаден към Министерство на земеделието, храните и горите на Република България, на основание чл. 60 от Закона за администрацията на Република България, като юридическо лице – второстепенен разпоредител с бюджет към министъра на земеделието, храните и горите.

## Глобалния център за партньорство
По време на форума в Дубровник бъде официално открит Глобалният център за партньорство, който се намира в София. Центърът улеснява комуникацията между китайския и европейския бизнес.

## Основни мерки за сътрудничество
- Създаване на Секретариат за сътрудничество между Китай и страните от Централна и Източна Европа. Секретариатът ще се намира в китайското Министерство на външните работи и ще отговаря за комуникацията и координацията по въпроси, свързани със сътрудничеството, подготовката за срещи на лидерите на страните, както и бизнес форумите и изпълнението на съответните резултати. 17-те страни от Централна и Източна Европа, в съответствие с принципа на доброволчеството, ще определят отдел и координатор, който да участва в работата на Секретариата.

- Създаване на специална кредитна линия от 10 млрд. щатски долара, част, от които ще бъдат заеми с концесия, с акцент върху проекти за сътрудничество в области като инфраструктура, високи и нови технологии и зелена икономика. 17-те страни от Централна и Източна Европа могат да подадат заявление до Китайската банка за развитие, Банката за износ и внос на Китай, Индустриална и търговска банка на Китай, Китайската банка за строителството, Bank of China, China CITIC Bank.

- Създаване на фонд за инвестиционно сътрудничество между Китай и страните от Централна и Източна Европа с цел набиране на 500 млн. щатски долара на първия етап.

- Изпращане на мисии от Китай за насърчаване на търговията и инвестициите в страните от Централна и Източна Европа и предприемане на конкретни стъпки за напредък в двустранните икономически сътрудничества и търговия. Китай цели чрез активна работа с всяка една страна от ЦИЕ, да увеличи общата търговия между Китай и всяка страна до 100 млрд. щатски олара до 2015 г.

- Китай, в духа на реалните условия и нужди на страните от Централна и Източна Европа, ще насърчава китайските предприятия да си сътрудничат със съответните държави, за да създадат една икономическа и технологична зона във всяка страна през следващите пет години. Китай ще продължи да насърчава и подкрепя повече китайски предприятия да участват в развитието на съществуващите икономически и технологични зони в съответните страни.

- Китай е готов активно да проучи финансовото сътрудничество със 17-те държави от Централна и Източна Европа и създаване на банкови клонове във всяка страна с цел подобряване на подкрепата и услугите за практическо сътрудничество.

- Създаване на експертна консултативна комисия за изграждане на транспортна мрежа между Китай и страните от Централна и Източна Европа. С Китайското министерство на търговията като координатор и 17-те страни от Централна и Източна Европа, които участват на доброволна основа, Китай и европейските страни ще проучат изграждането на регионални демонстрационни мрежи по магистрали или железопътни линии чрез създаване на съвместни предприятия и други средства.

- Предложение за провеждане не форум за културно сътрудничество между Китай и страните от Централна и Източна Европа през 2013 г. в Китай и в този контекст да се провеждат редовни срещи на високо равнище и експерти по културата, културните фестивали и тематичните дейности.

- Осигуряване на 5000 стипендии за 17-те страни от Централна и Източна Европа през следващите пет години. Подкрепяне на програмата „Институт Конфуций в класните стаи“ в 17-те страни и покана на 1000 студенти от съответните страни да изучават китайския език в Китай през следващите пет години. Укрепване на университетските обмени и съвместните академични изследвания и да се изпратят 1000 студенти и учени в 17-те страни през следващите пет години. Министерството на образованието в Китай планира да бъде домакин на диалог за образователната политика с държавите от Централна и Източна Европа през 2013 г.

- Предложение да се създаде съюз за насърчаване на туризма между Китай и страните от Централна и Източна Европа, който ще бъде координиран от Агенция по туризъм в Китай и ще бъде отворен за участие на органите на гражданската авиация, туристическите агенции и авиокомпаниите на съотвените две държави. Целта е да се засили взаимното насърчаване на бизнеса и развитието на съвместни туристически дестинации и да се проучи възможността за отваряне на директни полети между Китай и 17-те страни от Централна и Източна Европа. Агенцията по туризъм в Китай планира да съорганизира промоция на туристически продукти за Китай и страните от Централна и Източна Европа по време на Международния турски марш на Китай, който ще се проведе в Шанхай през 2012 г.

- Създаване на фонд за изследвания на отношенията между Китай и страните от Централна и Източна Европа. Китай е готов да предоставя 2 млн. юана годишно за подкрепа на академичния обмен между изследователски институти и учени от двете страни.

- Китай планира да бъде домакин на първия форум на младите политически лидери от Китай и страните от Централна и Източна Европа през 2013 г. и да покани представители на младежта и от двете страни на форума за засилване на взаимното разбирателство и приятелство.